# Laurent Marin Bibollet
Laurent Marin Bibollet dit Bibolet né et baptisé à Paris en l'église Saint-Eustache le 20 décembre 1792, et mort accidentellement à Paris (ancien 10e arrondissement) le 5 mai 1845, est un relieur français.

## Éléments biographiques
Bibollet a fait son apprentissage chez René Simier. Il s'installa à Paris où il exerça son activité de 1826 à 1845.
Il travailla notamment pour Talleyrand.
En 1845, il demeure au 10, Passage Sainte-Marie, dans l'ancien 10e arrondissement de Paris.
Le 5 mai 1845, Bibollet se rend dans un des corps de bâtiment lui appartenant où il fait effectuer des travaux. Pendant la pause de midi de ses ouvriers, il se rend au 3e étage du bâtiment et fait une chute en s'étant approché trop près d'un trou. Il termine sa chute au premier étage. Malgré l'absence de fractures, il meurt quelques heures plus tard.
Marié à Marie Madeleine Calot, il laisse aussi deux enfants, Éléonore-Élisabeth, née à Paris le 25 avril 1821 et Louis-Marie-Laurent, né à Paris le 16 juillet 1827.
Il est inhumé le lendemain au Cimetière du Montparnasse.